# الإسلام في باربادوس
تذكر الإحصاءات أنه يوجد أكثر من 4000 مسلم في باربادوس معظمهم من المهاجرين أو المتحدرين من المهاجرين من ولاية غوجارات الهندية. وبعض المهاجرين من غيانا، ترينيداد، جنوب آسيا، والشرق الأوسط فضلا عن قرابة 200 شخص من السكان الأصليين حيث يشكلون بقية المجتمع المسلم المتنامي وهو ما يمثل 1.5 في المائة من السكان الذين تبلغ نسبتهم تقريبا 90 في المائة من جميع سكان باربادوس (المعروف أيضا بالعامية باجان) وهم من أصل أفريقي (أفريقيو الباجان) و معظمهم أحفاد العمال العبيد في مزارع السكر. ما تبقى من السكان وتشمل مجموعات من الأوروبيين (أوروبيو الباجان) والآسيويين، الباجان الهندوس والمسلمين، ومجموعة مؤثرة من الشرق الأوسط (عرب الباجان) من أصل سوري ولبناني.
وهناك ثلاثة مساجد، مصلى، أكاديمية إسلامية، والعديد من المنظمات الإسلامية. المساجد الثلاثة هي مسجد الجمعة، مسجد المدينة، المسجد المكي، مصلى وانستيد، الأكاديمية الإسلامية للبربادوس، جمعية مسلمي بربادوس، مركز التعليم الإسلامي، معهد الدعوة والفكر الإسلامي، مؤسسة المدينة المنورة، ومدرسة الفلاح الإسلامية.

## المسجد والمصلى
يوجد 3 مساجد ومصلى لإقامة الصلوات الخمس في توقيتاتها المعروفة مع درس يقام مرة أسبوعيا عن القرآن والحديث النبوي. توجد في هذه المساجد الثلاثة صفوف لتدريس الأطفال الإسلام اعتبارا من سن الرابعة حيث يتعلمون القرآن والسنة النبوية.

## المنظمات الإسلامية في بربادوس

### الأكاديمية الإسلامية لباربادوس
تأسست الأكاديمية في سنة 1998 تحت رعاية واحترام الشيخ محمد سليم درة حافظ الله لتوليد فهم أكبر للإسلام في الصغار والكبار على حد سواء بين المسلمين وغير المسلمين المهتمين. لتحقيق هذا الهدف قامت هذه الأكاديمية بتوزيع منشورات عن الجوانب الإسلامية المختلفة جنبا إلى جنب مع القضايا المعاصرة التي تواجه المسلمين اليوم مثل المجلة الفصلية صوت سهل، بث محاضرة أسبوعية، برنامج شهري للأطفال من سن العاشرة فأكثر، برنامج للشباب من سن السادسة عشر فأكثر، المؤتمر السنوي للدعوة، المؤتمر السنوي للأشقاء، المؤتمر السنوي للسيرة، لقاءات مع المهتمين من غير المسلمين، صفوف تعليمية إسلامية، الاستشارات والفتاوى الدينية (للتوجيه الأصولي الإسلامي).

### جمعية مسلمي بربادوس
جمعية مسلمي بربادوس تشرف على المساجد والمصليات كما أنها تتكلم باسم جميع المسلمين على مستوى باربادوس.

### مركز التعليم الإسلامي
يقع مركز التعليم الإسلامي في هارتز غاب.

### معهد الدعوة والفكر الإسلامي
معهد الدعوة والفكر الإسلامي يوزع دروس إسلامية مجانا على جميع المنظمات الإسلامية.

### مؤسسة المدينة المنورة
مؤسسة المدينة المنورة هي منظمة خيرية تهدف إلى مساعدة الفقراء والمحتاجين وبناء مجتمع صحي مبني على العلاقات مع الآخرين.

### مدرسة الفلاح الإسلامية
مدرسة الفلاح الإسلامية تضم المراحل الدراسية من 6 سنوات إلى 18 سنة وتم تأسيسها من أجل زرع القيم الإسلامية في نفوس الأطفال. يقع المجتمع الثقافي للمجتمع المسلم غرب مدينة بريدجتاون. كما توجد مجتمعات إسلامية في بيليفيل ووانستيد.